# نلی امبانگو
نلی امبانگو، فعال برجسته حقوق زنان و کودکان در جمهوری دموکراتیک کنگو، نقش محوری در جنبش‌های اجتماعی این کشور ایفا می‌کند. او با مشارکت در سازمان‌های متعدد غیردولتی، موفق به تأسیس شبکه‌ای متشکل از ۳۰ سازمان با اهداف مشترک شده است. امبانگو به عنوان مدافع حقوق بشر و هماهنگ‌کننده سازمان کمک و اقدام برای صلح (AAP)، بر مسائل حکم رانی مطلوب، حل‌وفصل اختلافات و حقوق زمین تمرکز دارد. این فعال اجتماعی به‌ویژه بر تأثیر نامتناسب این چالش‌ها بر زنان تأکید می‌ورزد. سازمان تحت رهبری او با پیوند دادن این موضوعات به یکدیگر، در پی ایجاد تأثیرات ملموس بر بهبود وضعیت حقوق بشر در سطح محلی است. رویکرد یکپارچه AAP در پرداختن همزمان به مسائل حکم رانی، زمین و حقوق زنان، الگویی نوین در فعالیت‌های جامعه مدنی کنگو محسوب می‌شود.

## پیشه
نلی امبانگو در شمال کیوو، جمهوری دموکراتیک کنگو، برای حقوق زنان و کودکان مبارزه می‌کند. یکی از اهداف کلیدی او آموزش به کودکان است که زنان می‌توانند فراتر از نقش‌های سنتی در آشپزخانه، موقعیت‌های مهم و تأثیرگذاری در جامعه داشته باشند. در سال ۲۰۰۰، امبانگو از اجرای قطعنامه ۱۳۲۵ شورای امنیت سازمان ملل متحد که مشارکت زنان در ماموریت‌های صلح و امنیت را تقویت کرد، استقبال کرد.او از نزدیک شاهد بود که چگونه محدودیت دسترسی به خدمات اساسی، زندگی زنان در اردوگاه‌های پناهندگان را تحت تأثیر قرار داده است. این تجربیات، انگیزه‌ای قوی برای فعالیت‌های او در راستای برابری جنسیتی و توانمندسازی زنان شد.
نلی امبانگو به عنوان یکی از بنیانگذاران و رئیس سازمان غیردولتی پویایی وکلای زن (DFJ) نقش محوری در ارتقای حقوق زنان در شرق کنگو ایفا می‌کند. این سازمان با تمرکز بر آگاهی‌بخشی حقوقی، به زنان در زمینه‌های مختلف قانونی مشاوره تخصصی ارائه می‌دهد و تلاش می‌کند دسترسی آن‌ها به عدالت را بهبود بخشد. (DFJ) همچنین از قربانیان خشونت‌های جنسی و خانگی با ارائه حمایت‌های مالی، خدمات روان‌درمانی و پشتیبانی اجتماعی جامع، پشتیبانی می‌کند. فعالیت‌های DFJ به رهبری امبانگو، نقشی حیاتی در توانمندسازی زنان و مبارزه با نابرابری‌های حقوقی در منطقه بحران‌زده شرق کنگو دارد.
نلی امبانگو از سال ۲۰۰۶ تا ۲۰۰۸ مدیر مرکز تحقیقات دموکراسی بود. این مرکز به‌طور مشترک توسط شرکت‌های توسعه جایگزین، نمایندگی ایالات متحده آمریکا برای انکشاف بین‌المللی (USAID) و کمپ پناهندگان گوما اداره می‌شد. او از اکتبر ۲۰۰۹ تا ۳۱ مارس ۲۰۱۱ مدیر پروژه سازمان بین‌المللی طلبه حقوق افراد مسن بود. از اوت ۲۰۱۲ تا ژانویه ۲۰۱۷، امبانگو هماهنگ‌کننده سازمانی بهبود حقوق زنان و کودکان (AAP) بود. این سازمان بر بهبود حقوق زنان و کودکان، ترویج حکمرانی خوب، حل اختلافات زمین و حفاظت از محیط زیست و منابع طبیعی تمرکز دارد. امبانگو همچنین در کمیته راهبری AAP آفریقا عضویت دارد.
امبانگو همچنین در تأسیس Sauti ya Mama Mukongomani (صدای مادران صلح‌ساز) مشارکت داشت. این جنبش ۳۰ سازمان برجسته زنان در کنگو را گرد هم می‌آورد تا برای صلح و امنیت تلاش کنند. از فوریه ۲۰۱۷، او به عنوان افسر برنامه در Fonds pour les Femmes Congolaises (صندوق زنان کنگو) فعالیت می‌کند.